# Куорньє
Куорньє (італ. Cuorgnè, п'єм. Corgnè) — муніципалітет в Італії, у регіоні П'ємонт,  метрополійне місто Турин.
Куорньє розташоване на відстані близько 550 км на північний захід від Рима, 36 км на північ від Турина.
Населення — 9963 особи (2014).
Покровитель — San Dalmazzo.

## Демографія
Населення за роками:

Станом на 1 січня 2023 року в муніципалітеті офіційно проживало 1216 іноземців з 60 країн, серед них 421 громадянин країн Євросоюзу та 12 громадян України.

## Сусідні муніципалітети
- Альпетте
- Борджалло
- Каніскьо
- Кастелламонте
- К'єзануова
- Понт-Канавезе
- Праскорсано
- Сан-Коломбано-Бельмонте
- Вальперга